# J·C·W·贝克汉姆
约翰·克里普斯·威克利夫·贝克汉姆（英語：John Crepps Wickliffe Beckham，1869年8月5日—1940年1月9日）是一位美国政治家，曾担任肯塔基州第35任州长和联邦参议员。他是该州在美利坚合众国宪法第十七条修正案通过后经民众直接投票选举的首位联邦参议员。
贝克汉姆出身显赫政治世家，他在1899年肯塔基州州长选举中成为民主党候选人威廉·格贝尔的竞选搭档，但这时他还没有达到法定的州长任职年龄。格贝尔以微弱劣势不敌共和党人威廉··泰勒，但民主党人控制的肯塔基州议会通过宣布一些支持共和党候选人的选票无效而扭转了选举结果，格贝尔在这场政治角力的过程中遭身份不明刺客枪杀，最终泰勒和贝克汉姆同意通过法律途径来解决选举结果上的争议，官司一直上诉到联邦最高法院，这期间的每一次判决都对贝克汉姆有利，他成功继任州长，而泰勒则因担心受到涉嫌刺杀格贝尔的指控而逃往另外一个州。
州长任期结束后，贝克汉姆参选联邦参议员，但赞成禁酒的立场导致连他自己的党派都有四位议员投票反对他，最终议席也由前共和党州长威廉·O·布拉德利获得。六年后，贝克汉姆经普选当选联邦参议员，但由于赞成禁酒并且反对女性参政而未能获得连任。之后的20年里贝克汉姆一直活跃在政坛，但始终未能出任民选公职，1927年参选州长和1936年竞选参议员均以失败告终。1940年1月9日，约翰·克里普斯·威克利夫·贝克汉姆在路易維爾逝世。享年70岁。

## 早年生活
·贝克汉姆于1869年8月5日在肯塔基州纳尔逊县巴兹敦附近的威克兰（Wickland）出生，他的父亲叫威廉·内瑟顿（William Netherton），母亲叫朱莉娅·特维斯·贝克汉姆（Julia Tevis Beckham），母亲的娘家姓叫威克利夫（Wickliffe）:65。他的姥爷查尔斯··威克利夫曾于1839至1840年担任第14任肯塔基州州长，还曾在约翰·泰勒就任美国总统期间担任美国邮政署署长。他的舅舅罗伯特··威克利夫曾担任路易斯安那州州长和副州长。
贝克汉姆在巴兹敦的罗斯兰学院接受早期教育。1881年，年仅12岁的贝克汉姆就在肯塔基州众议院打杂:288。之后他受位于里士满的中央大学（如今的东肯塔基大学录取），但到17岁时由于父亲去世而不能不退学为母亲提供帮助:38。两年后，他成为巴兹敦公立学校的校长并从1888年一直任职到1893年:65。与此同时，他还在肯塔基大学攻读法律，于1889年获得法学学位。接下来贝克汉姆获得了律师从业资格，于1893年开始在巴兹敦从事法律工作。此外，他还担任着纳尔逊县青年共和党俱乐部主席。

## 从政生涯
贝克汉姆的政治生涯从1894年开始，这年他在没有竞争对手的情况下当选肯塔基州众议员，之后又连续三度获得连任，还曾于1898年担任众议院议长，这也是他在州众议院任职的最后一年。此外，贝克汉姆还是1900年到1920年间每一届民主党全国大会的代表。

### 肯塔基州州长
民主党人威廉·格贝尔选择贝克汉姆作为自己的竞选搭档参加1899年肯塔基州州长选举。格贝尔起初对这一选择有些犹豫，因为他期望自己的副州长人选能够在普选中把其故乡的选票吸收过来，但贝克汉姆出生的纳尔逊县已经承诺会支持另一位候选人。不过，格贝尔的朋友向他保证，贝克汉姆会忠实地支持他的改革议程，而格贝尔正在考虑的另外两名竞选搭档人选则会发动参议院委员会来反对他:288。贝克汉姆当时还没有满30岁，还没有到担任州长的最小法定年龄:288。
格贝尔在普选中以微弱劣势不敌共和党候选人威廉·S·泰勒（William S. Taylor）:65，但到了1900年1月2日州议会召开时，这一结果立即就受到了质疑:94。由于民主党控制了议会两院，因此很有可能会扭转这个结果:95。1900年1月30日，议会仍在议程中，格贝尔在两名保镖的陪同下走进州议会大厦时突然受到身份不明刺客的枪击:100。次日格贝尔在当地酒店接受治疗，州议会宣布了足够多支持共和党候选人的选票无效来确保他当选:105，他于同日躺在床上宣誓就职:105，但三天后就在任上去世，这一期间甚至从未能够起床:108。
泰勒拒绝承认州议会的决定让出州长席位，议会也随之陷入混乱。共和党议员服从泰勒的指令，而民主党则无视泰勒的要求，遵循党派的领导。最终泰勒和贝克汉姆在1900年2月21日达成一致，通过法律手段解决这起争端。案件首先由路易斯维尔巡回法院审理，结果对贝克汉姆有利。共和党人随即向肯塔基州上诉法院提出上诉，该院当时也是肯塔基州的最高法院。1900年4月6日，上诉法院维持了下级法院的判决。泰勒又向联邦最高法院上诉，该院于1900年5月21日以8票支持，1票反对作出了不受理此案的裁决，其中唯一投反对票的正是来自肯塔基州的大法官约翰·马歇尔·哈伦。:111-114
联邦最高法院作出裁决后，泰勒担心自己会在格贝尔遇刺案中受到牵连而逃往印第安纳州的印第安纳波利斯:114。还未满30岁的贝克汉姆也随即成为代理州长，但考虑到这次选举过程中的多个非同寻常的情况，肯塔基州于1900年11月6日举行了一次特别选举，旨在决定完成格贝尔剩余州长任期的人选。最终贝克汉姆以不到4000票的微弱优势战胜共和党人约翰··耶基斯（John W. Yerkes），这时他的年龄已经达到法定要求:65。特别选举后不久，贝克汉姆与欧文斯伯勒的吉恩·拉斐尔·富卡成婚，两人之后有了两个儿子:65。
担任州长期间，贝克汉姆力求让州内的民主党人团结起来。对此他支持对《格贝尔选举法》进行更改，该法是由格贝尔在担任州参议员期间制订，其中存在利用党派政治明目张胆影响选举的内容:289。他强调了多个没有争议性的问题，如改善州内道路和教育体制:65。贝克汉姆建议通过法律统一教科书的价格，这也是他和格贝尔在州长竞选期间倡导过的其中一项改革:289:45。但是，贝克汉姆的领导风格较为被动，很少主动出击，为自己的议程争取，这导致州议会也没有在他提倡的议案上投入足够的时间和精力:65。最终贝克汉姆在第一个州长任期倡导通过的仅有重大立法就是通过提高税收增加了50万美元的州财政收入，还有一项规定未经其父母同意，不得雇佣14岁以下儿童的童工法:205。

### 第二届任期
《肯塔基州宪法》中禁止州长连任，不过贝克汉姆还是宣布自己将参加1903年的州长选举:206。他的候选人资格受到质疑，但法官裁决指出，贝克汉姆的第一个任期在时间上没有达到完整任期的标准，因此这次仍然有资格参加选举:206。贝克汉姆之前帮助促进了党派内部的团结和与共和党的和解，而且所支持的大多是不存在争议的议题，因此比较顺利地赢得了民主党的提名:290，同时也令普选中的共和党对手莫里斯·B·贝尔纳普（Morris B. Belknap）无法提出任何起到明显作用的竞选议题:290。最终贝克汉姆战胜贝尔纳普及另外三位候选人获得连任。

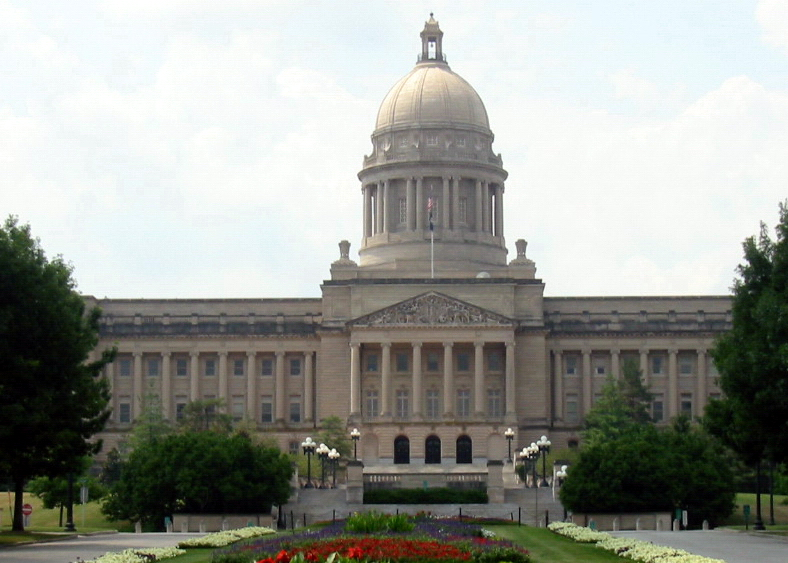
肯塔基州如今的州议会大厦就是在贝克汉姆第二个州长任期中拨款建设的。

1904年，贝克汉姆重新向州议会提出统一教科书价格的法案，该法案在他第一个任期里没有获得通过:290。议会这次通过了法案，这也成为1904年立法会议期间通过的为数不多的几个重大改革法案之一:290。此外，这届议会还批准了拨款建设新议会大厦和已故州长格贝尔的纪念馆:207。
1904年3月，贝克汉姆签署了对州内所有学校实行强制种族隔离的法律。位于肯塔基州东部，自19世纪50年代起就已实行种族融合制度的伯里亚学院立即向法院提交诉状，对这条新法律发起挑战。巡回法院和上诉法院都维持了这条法律的实质部分，伯里亚学院之后又向联邦最高法院上诉，最高法院于1908年以8比1作出裁决，支持州法院的裁决，其中唯一的异议仍然是由大法官约翰·马歇尔·哈伦提出的。:153-154
1904年立法会议接近尾声时，州议会批准从卡特县、埃利奥特县和刘易斯县各取一部分区域组建贝克汉姆县（Beckham County），并立橄榄山为县城。但是，由于面积没有达到州宪法中要求的1000平方公里最低标准，这个新组建的县很快在法院受到了质疑。卡特县也加入了诉讼，声称贝克汉姆县的边界过于靠近其县城格雷森和刘易斯县县城万斯堡，而州宪法中也规定一个县的边界距离任何一个县城都要有至少16公里距离。1904年4月29日，肯塔基州上诉法院作出了支持原告的判决，贝克汉姆县予以撤消。:66
1906年立法会议期间，贝克汉姆敦促州议会在纽约州检察官查尔斯·埃文斯·休斯的带领下对腐败的保险公司展开调查和起诉。他特别建议减少递延股息的做法，以免保险公司利用这种方法来保有大笔现金用于非法目的。他还进一步提议所有在肯塔基州经营的保险公司需要把一定比例的利润用于在州内投资，为经济提供支撑，并向保单持有人提供一些防止欺诈行为的保护。:291
贝克汉姆拒绝派兵前往肯塔基州西部平息正在进行的黑色帕奇烟草战争:60，称自己是根据宪法做出的这一决定。但历史学家认为他更有可能是因政治因素才这样做，因为当地以民主党占主导，他希望避免与自己的党派发生冲突:60。贝克汉姆还通过从联邦政府收集一些内战时期遗留下来的旧债而基本消除了肯塔基州欠下的所有债务:209。由于财政善已大幅好转，州议会通过投票决定扩张州内的两所师范院校，分别是位于鲍灵格林的西部州立师范学院（之后的西肯塔基大学）和位于里士满的东部州立师范学院（之后是东肯塔基大学的组成部分）:294。
由于在立法会议上做出了成绩，贝克汉姆于1906年6月做出了一项大胆的政治举动：他开始对11月举行的民主党州长和联邦参议员初选进行精心策划，这时距州长选举还有整整一年，联邦参议员选举更是还有两年。贝克汉姆希望能当上联邦参议员，用两年时间来为初选做准备可以在自己还担任州长时就确保能够获得自己党派的提名。同时，他还可以利用自己身为州长的影响力来左右党派对自己可能继任人选的选择。最终贝克汉姆钦点的州审计员塞缪尔·威尔伯·海格（Samuel Wilbur Hager）轻取对手·海斯（N.B. Hays）赢得了早期的州长初选。前州长詹姆斯·B·麦克里成为贝克汉姆争夺联邦参议员提名的主要对手，但最终以超过11000票的大幅劣势落败。:210-211

### 联邦参议员
贝克汉姆的州长任期于1907年12月10日结束:39。1908年，他成为民主党联邦参议员候选人，两年前的初选结果是他的最大优势:39。共和党的提名人选是另一位前州长威廉··布拉德利:39。在第一轮投票中，贝克汉姆获得了66票，布拉德利获得了64票，双方都未达到获胜所需的69票:215，其中还有7位民主党议员没有投票支持贝克汉姆:215。州议会在之后六个星期时间内又进行了超过25轮投票，虽然连民主党总统候选人威廉·詹宁斯·布莱恩都曾为贝克汉姆摇旗呐喊，但仍然没有任何一位候选人得到69票:39:215。一些民主党人向贝克汉姆施压，希望他退出竞争，让更得人心的民主党人参选，但他没有接受:215。1908年2月下旬，议会进行了第29轮投票，有四位民主党议员跨越党派界限投票支持布拉德利，后者也最终赢得了议席:39:215。
贝克汉姆输掉这场竞争的主要原因很可能源于他对禁酒的殷切支持，这一立场使强大的《路易斯维尔信使日报》（Louisville Courier-Journal）的主编亨利·沃特森（Henry Watterson）也站到了他的对立面:39。担任州长期间，贝克汉姆已经得罪了酒类利益集团以及路易斯维尔的政治机器。1907年5月，肯塔基州上诉法院以路易斯维尔市选举受到该市“威士忌环”（whiskey ring）干扰为由宣布这次市政选举的结果无效，贝克汉姆于是指派了另一位禁酒主义同盟，青年律师罗伯特·沃斯·宾汉姆（Robert Worth Bingham）担任临时市长，直到11月再次举行选举时止:209。宾汉姆消除了警察局存在的各种关系，关闭赌博场所，还强制执行蓝色法规，所有娱乐交易场所在星期日不能开放营业:38。这一系列举措导致威士忌环宣布贝克汉姆已经不再拥有路易斯维尔议员的支持:38。1908年的参议员选举中，全部四名投票反对贝克汉姆的民主党议员就有三名来自路易斯维尔:38。竞选落败后，他再度回归从事法律工作:65。
6年后，贝克汉姆再次出山竞选联邦参议员。由于联邦宪法第十七条修正案的通过，联邦参议员将不再由众议会选举，而是由民众普选产生。贝克汉姆在民主党初选中战胜了已任职12年的资深联邦众议员奥古斯都·O·斯坦利。到了普选中他面对的对手是又一位前州长奥古斯都·E·威尔逊（Augustus E. Willson）。由于当时美国总统伍德罗·威尔逊表示支持的带动，贝克汉姆以约32000票的大幅优势赢得了选举:39-40。
1915年到1917年，贝克汉姆担任联邦参议院军事委员会和参议院劳工部支出委员会主席:40。他在前一个位置上的影响力确保了两大军事训练基地落户肯塔基州，分别是扎卡里·泰勒营和诺克斯堡:40。虽然前者在第一次世界大战结束后就废弃了，但诺克斯堡之后成为了美联储金库的所在地:40。美国加入一战后，贝克汉姆也继续对威尔逊总统及其倡导的国际联盟提供支持:40。
坚守自己禁酒立场的贝克汉姆支持了联邦宪法第18条修正案的通过，该修正案禁止美国境内的任何进口和销售酒精及含酒精饮料的行为，于1920年1月获得足够州的批准开始生效。贝克汉姆还认为女性不应该参与政治，因此投票反对给予女性选举权的联邦宪法第19条修正案。这条修正案起初在1919年2月10日受到国会否决，但同年6月4日得以通过，贝克汉姆这两次都投下了反对票。:40-41
1920年，贝克汉姆在没有对手的情况下再度获得民主党提名，他在选举中的对手则是共和党人理查德··恩斯特。禁酒已经摧毁了州内的制酒和沙龙业，在这些行业占突出地位的区域，贝克汉姆的得票数比民主党总统候选人詹姆斯·米德尔顿·考克斯要少了超过5000票。女性选民的选票也对他不利，他对威尔逊总统的支持更是雪上加霜，因为威尔逊自贝克汉姆当选的1914年起就已开始失去了肯塔基州的人气。最终恩斯特以不到5000票的优势取胜，他的得票率为50.3%，而贝克汉姆则是49.7%:40-41。

## 晚年生活及逝世
参议员任期结束后，贝克汉姆回到路易斯维尔继续从事法律工作。他曾于1927年再度出山竞选州长:41，这一次，他虽然拥有自己盟友罗伯特··宾汉姆（Robert W. Bingham）收购的《路易斯维尔信使日报》（Louisville Courier-Journal）支持:41，但却需要对抗赛马会这样一个强大的政治机器，其主要政治目标是争取在肯塔基州赛马赌博中允许同注分彩:42。
赛马会在两大党派的初选中都派出了候选人。贝克汉姆在民主党初选中击败了比较默默无闻的候选人罗伯特··克劳（Robert T. Crowe），但赛马会的另一位候选人弗莱姆·D·桑普森（Flem D. Sampson）赢得了共和党的初选。当时的州长威廉·J·菲尔兹（William J. Fields）虽然是民主党人，但他却是靠着赛马会的支持才得以当选，所以贝克汉姆无法在普选中得到他的支持。最终民主党虽然赢得了包括副州长席位在内的其他选举官职，但贝克汉姆还是以超过32000票的大幅劣势不敌桑普森。估计赛马会为了击败他至少花费了50万美元。:42-43
贝克汉姆原本期望能在1935年再度获得民主党的州长候选人提名，但1934年底儿子的突然去世令他悲痛欲绝，同时他的妻子也反对丈夫再度参选:304。民主党最终选择了亨德森的A·B·“哈皮”·钱德勒，后者最终也成功当选:304。贝克汉姆支持钱德勒当选，对方也投桃报李，于1936年指派他进入肯塔基州公共服务委员会任职:65。此外，贝克汉姆还曾在商务规例委员会部任职，并担任州政府重组委员会主席。

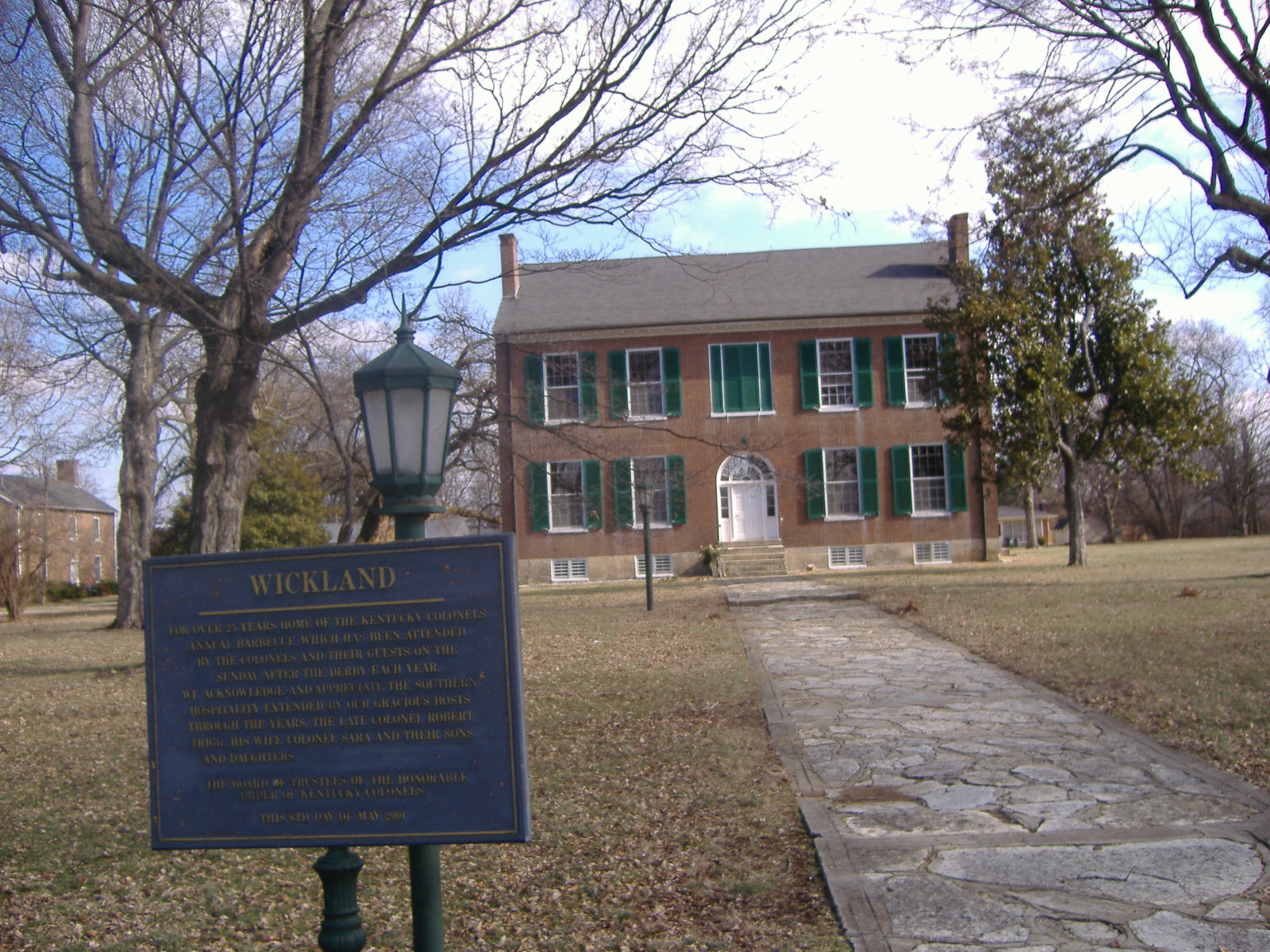
贝克汉姆出生的威克兰已入选国家史迹名录。

1936年，贝克汉姆再度参选联邦参议员。赛马会头目詹姆斯··布朗（James B. Brown）的银行帝国于1930年倒塌后，他的财富和影响力也烟消云散:43。1933年，贝克汉姆的盟友罗伯特·宾汉姆获得指派成为圣詹姆斯朝廷大使，使贝克汉姆的声望和影响力都有了进一步增长:43，同时他还拥有美国煤矿工人工会以及路易斯维尔市长内维尔·米勒（Neville Miller）的支持:43-44。然而，曾担任肯塔基州众议院议长和联邦众议员的民主党人约翰··布朗（John Y. Brown）加入了竞争，令局面变得复杂起来:44。布朗曾同意支持钱德勒竞选州长以换取后者对他竞选参议员的支持:310，然而钱德勒改变了主意，选择支持贝克汉姆，布朗也无法在没有宾汉姆和贝克汉姆支持的情况下赢得选举。最终他获得了85000票支持，其中大部分都是贝克汉姆的支持者:44:310。共和党在任参议员·洛根（M. M. Logan）最终以仅2385票的优势保住了自己的议席:44。
1940年1月9日，约翰·克里普斯·威克利夫·贝克汉姆在路易斯维尔逝世，享年70岁，随后下葬在法兰克福的法兰克福公墓。1907年，俄克拉何马州召开制宪大会，在一位来自肯塔基州代表的建议下，该州的一个县被命名为贝坎县（Beckham County）来纪念贝克汉姆，他出生的威克兰也于1973年入选国家史迹名录。

## 扩展阅读
- Harrison, Lowell H.; James C. Klotter. . University Press of Kentucky. 1997  [2014-03-29]. ISBN 0-8131-2008-X.
- Tapp, Hambleton; James C. Klotter. . University Press of Kentucky. 1977  [2014-03-29]. ISBN 0-916968-05-7.